# Andrea Schmölder-Veit
Andrea Schmölder-Veit (* 26. März 1971 in Friedrichshafen) ist eine deutsche Klassische Archäologin.

## Werdegang
Zwischen 1990 und 1997 studierte sie Klassische Archäologie, Alte Geschichte sowie Assyriologie in Würzburg, Florenz und München. Ihren Magister Artium erwarb Andrea Schmölder-Veit im Juni 1997 an der Universität München mit einer Arbeit zum Thema „Öffentliche Brunnen und Nymphäen in Ostia. Studie zur Wasserversorgung einer römischen Stadt“.
Im Januar 2001 schloss sie ihre Promotion an der Universität Augsburg zum Thema „Wasserreichtum in der römischen Stadt. Die Nutzung öffentlicher und privater Brunnenanlagen im Westen des Römischen Reiches“ bei Valentin Kockel ab.
Zwischen August 2001 und Mai 2004 absolvierte sie ein Volontariat an den Staatlichen Antikensammlungen und der Glyptothek in München. Sie beschäftigte sich darüber hinaus mit Fragen der Gender Studies insbesondere im Bereich der geometrischen Kunst. Nach einem Fortbildungsstipendium des Deutschen Archäologischen Instituts zwischen August 2007 und Februar 2011 mit einem Projekt zum Thema „Wasser auf dem Palatin – Zu Verwaltung und Gestaltung kaiserlicher Residenzen“ leitete Andrea Schmölder-Veit zwischen März 2014 und August 2015 das DFG-Projekt „Interdisziplinäres Forschungsprojekt zu hydraulischen Mörteln auf dem Palatin“
Von August 2012 bis Juli 2018 war sie am Museum für Abgüsse Klassischer Bildwerke in München als Konservatorin und stellvertretende Leiterin angestellt. Seit August 2018 leitet sie zusammen mit Nele Schröder-Griebel das Museum, nachdem beide zunächst Ingeborg Kader, welche zwischen 1997 und 2017 die Hauptkonservatorin des Museums war, zwischen 2017 und 2018 vertraten. Darüber hinaus ist sie seit 2012 als Lehrbeauftragte an der Universität München tätig.

## Veröffentlichungen
- Brunnen in den Städten des westlichen Römischen Reiches. Reichert, Wiesbaden 2009, ISBN 978-3-89500-698-2.
- (Hrsg.): Denk!mal Demokratie. under construction, Sonderausstellung des Museums für Abgüsse Klassischer Bildwerke München. München 2014, ISBN 3-9805981-7-9.
- mit Ulrich Hofstätter, Tobias Schluttenhofer, Moritz Huber, Constanze Pabst von Ohain, Elisa Roßberger (Hrsg.): anders - Ideal und Gegenbild. Sonderausstellung des Museums für Abgüsse Klassischer Bildwerke München vom 24. Juni bis 29. September 2015. München 2015, ISBN 3-9805981-8-7.
- mit Havva İşkan, Christof Schuler, Şevket Aktaş, Denise Reitzenstein, Mustafa Koçak (Hrsg.): Patara. Lykiens Tor zur römischen Welt. von Zabern, Darmstadt 2016, ISBN 978-3-8053-5034-1.
- mit Felix Henke, Laura Thiemann, Frank Schlütter, Marie D. Jackson: Hydraulische Mörtel. Interdisziplinäres Projekt zu Wasseranlagen auf dem Palatin. In: Mitteilungen des Deutschen Archäologischen Instituts. Römische Abteilung 122, 2016, S. 331–366 (Digitalisat).
- mit Ruth Bielfeldt, Mathias Hofter, Andrey Alexander, Angelika Gebhard (Hrsg.): Die zwei Leben des Pergamonaltars. Ausstellung im Museum für Abgüsse Klassischer Bildwerke München. 11. Oktober 2017 bis 9. Februar 2018. München 2017.
- mit Nele Schröder-Griebel (Hrsg.): Lebendiger Gips. 150 Jahre Museum für Abgüsse Klassischer Bildwerke. München 2019, ISBN  978-3-947450-76-3 (Digitalisat).
- mit Ulrich Hofstätter, Nele Schröder-Griebel (Hrsg.): Das antike Olympia in München: 1972–2022. Propylaeum, Heidelberg 2022, ISBN 978-3-96929-122-1 (Digitalisat).